# Edwin Valero
Pour les articles homonymes, voir Valero (homonymie).
Edwin Valero est un boxeur vénézuélien né le 3 décembre 1981 à Mérida et mort le 19 avril 2010 à Valencia.

## Carrière
Il devient champion du monde des super plumes WBA le 5 août 2006 en battant Vicente Mosquera par arrêt de l'arbitre à la 10e reprise. Il défend 4 fois sa ceinture avant de la laisser vacante le 3 septembre 2008 pour boxer en poids légers. Le 4 avril 2009, il s'empare du titre vacant WBC en stoppant au 2d round Antonio Pitalúa,, titre qu'il conserve aux dépens d'Hector Velazquez (abandon au 6e round le 19 décembre 2009) et d'Antonio DeMarco (abandon au 9e round le 6 février 2010).
Valero a réussi la performance de remporter ses 18 premiers combats par KO dans le 1er round. Il reste invaincu en 27 combats, tous remportés avant la limite, et laisse son titre WBC vacant le 10 février 2010.
Le lundi 18 avril 2010, alors qu'il séjourne en compagnie de sa femme à l'hôtel Intercontinental de Valencia, il se présente à la réception et déclare avoir assassiné cette dernière. Il est arrêté par la police et se suicide dans sa cellule le lendemain.